# 性轉變
指人类或生物转变性别，例如小丑魚由雄性變為雌性、艾略特·佩吉由女性變為男性、番木瓜由雄性變為雌雄同體等等。

## 人類

### 自然發生
人類SRD5A2基因座的變異中，包括無法合成二氫睪固酮的等位基因。性染色體是XY並且擁有此等位基因的人出生性別是女性，但在青春期會長出陰莖，變性為男性，稱為十二歲長卵蛋。

### 手術
人類可以通過性別重置療法（包括性別重置手術）改變性別。「性转换」此一詞語有時也會用在在雙性人身上進行的手術，或是較廣義、改變性别角色的情境下。

## 其他動物
有些物種會自然转变性别，例如小丑魚等順序性雌雄同體的物種。

## 植物
番木瓜在受到環境刺激時，有時會轉換性別，在台灣民間盛行的說法是在樹幹上釘鐵釘可以讓公木瓜變成母木瓜。